# BattleTech (Buchreihe)
Die BattleTech-Buchreihe spielt im BattleTech-Universum, einem Science-Fiction-Universum, welches ursprünglich durch ein Tabletop-Spiel, dann auch andere Spiele bekannt wurde. Der Plot der Serie baut auf der Idee auf, dass sich die Menschheit im Kosmos ausbreitet und Sternensysteme besiedelt. Die Zeit, in der die Romane spielen, beginnt im 31. Jahrhundert.

## Hintergrund
Siehe Hauptartikel: BattleTech-Geschichte
Die Handlung spielt in einer interstellaren Feudalgesellschaft im 31. Jahrhundert, wobei der besiedelte Teil des Weltraums als „Innere Sphäre“ bezeichnet wird. Am Rand dieser Kernzone rund um das Sol-System liegt die „äußere Peripherie“, die dortigen Sonnensysteme sind keinem der fünf großen Häuser zugeordnet und deren besiedelte Planeten stehen in den meisten Fällen unter eigener Verwaltung. Zur so genannten Goldenen Zeit war die Innere Sphäre im Sternenbund vereint, bis dieser Mitte des 28. Jahrhunderts unterging. Es folgte ein Jahrhunderte andauernder Konflikt zwischen den übrig gebliebenen großen Häusern (Steiner, Davion, Marik, Kurita und Liao), bis schließlich Mitte des 31. Jahrhunderts eine neue Bedrohung auftauchte: die Clans, Nachfahren der kurz nach dem Zerfall des Sternenbundes unter dem Kommando von General Alexandr Kerensky in die unerforschten Bereiche des interstellaren Raumes aufgebrochenen legendären Sternenbundarmee, die zurückgekehrt waren, um Terra, die Mutterwelt der Menschheit, zurückzuerobern.
In diesen Kriegen wurden seit dem 25. Jahrhundert gewaltige von Menschen gesteuerte Kampfmaschinen eingesetzt. Die mächtigsten von diesen auch Mechs genannten Ungetümen sind 14 Meter hoch und wiegen bis zu 100 Tonnen (beim Nachfolger des ursprünglichen, mittlerweile als Classic BattleTech laufenden Spielsystems, Mechwarrior – Dark Age können die Mechs auch bis zu 150 Tonnen schwer sein). Sie werden von so genannten „Mechkriegern“ gesteuert, die den heutigen Kampf-Jet-Piloten nicht unähnlich sind. Einer der Haupteckpfeiler der Buchreihe ist die Liebe der Autoren zu den technischen Details der Battlemechs und anderer Technologie. Teilweise werden „gewöhnliche“ Dinge, wie das Abfeuern einer Waffe oder das Starten eines Battlemechs in vergleichsweise langen Textpassagen umschrieben und entsprechend ausgeschmückt. Aber auch die Ausarbeitung der Charaktere, vor allem derer, die im Verlauf der gesamten Buchreihe immer wieder auftauchen, ist gewissenhaft und mit viel Tiefgang erarbeitet. Einen krassen Gegensatz zu den Passagen, in denen es um Krieg, Vernichtung und Tod geht, bilden die Passagen, in denen es um die politischen Handlungsabläufe geht.

## Titellisten zur Battletech-Buchreihe

### Titel der BattleTech-Buchreihe
Im Folgenden sind die deutschen Veröffentlichungen durch den Heyne-Verlag aufgeführt.

### Gray-Death-Trilogie
- 01 Entscheidung am Thunder Rift. Originaltitel: „Decision at Thunder Rift“ (1986)
  - Autor: William H. Keith, Jr.
  - Übersetzer: Reinhold H. Mai (1989)
- 02 Der Söldnerstern. Originaltitel: „Mercenary’s Star“ (1987)
  - Autor: William H. Keith jr.
  - Übersetzer: Reinhold H. Mai (1989)
- 03 Der Preis des Ruhms. Originaltitel: „The Price of Glory“ (1987)
  - Autor: William H. Keith jr.
  - Übersetzer: Reinhold H. Mai (1989)

### Einzelband
- 04 Das Schwert und der Dolch. Originaltitel: „The Sword and the Dagger“ (1987)
  - Autor: Ardath Mayhar
  - Übersetzer: Reinhold H. Mai (1997)
  - Von FanPro neu aufgelegt
  - Handlungsrahmen: ab 3022

### Warrior-Trilogie
- 05 En Garde. Originaltitel: „Warrior: En Garde“ (1988)
  - Autor: Michael A. Stackpole
  - Übersetzer: Reinhold H. Mai (1990)
  - Von FanPro neu aufgelegt
  - Handlungsrahmen: ab 3025
- 06 Riposte. Originaltitel: „Warrior: Riposte“ (1988)
  - Autor: Michael A. Stackpole
  - Übersetzer: Reinhold H. Mai (1990)
  - Von FanPro neu aufgelegt
  - Handlungsrahmen: ab 3027
- 07 Coupé. Originaltitel: „Warrior: Coupé“ (1989)
  - Autor: Michael A. Stackpole
  - Übersetzer: Reinhold H. Mai (1990)
  - Von FanPro neu aufgelegt
  - Handlungsrahmen: ab 3029

### Einzelbände
- 08 Wölfe an der Grenze. Originaltitel: „Wolves on the Border“ (1988)
  - Autor: Robert N. Charrette
  - Übersetzer: Christian Jentzsch (1991)
  - Handlungsrahmen: ab 3021
- 09 Ein Erbe für den Drachen. (1989) Originaltitel: „Heir to the Dragon“
  - Autor: Robert N. Charrette (1997)
  - Übersetzer: Christian Jentzsch
  - Handlungsrahmen: ab 3018

### Blut-der-Kerensky-Trilogie
- 10 Tödliches Erbe. Originaltitel: „Lethal Heritage“ (1989)
  - Autor: Michael A. Stackpole
  - Übersetzer: Reinhold H. Mai (1992)
  - Handlungsrahmen: ab 3049
- 11 Blutiges Vermächtnis. Originaltitel: „Blood Legacy“ (1990)
  - Autor: Michael A. Stackpole
  - Übersetzer: Reinhold H. Mai (1992)
  - Handlungsrahmen: ab 3051
- 12 Dunkles Schicksal. Originaltitel: „Lost Destiny“ (1991)
  - Autor: Michael A. Stackpole
  - Übersetzer: Reinhold H. Mai (1992)
  - Handlungsrahmen: ab 3052

### Jade-Phönix-Trilogie
- 13 Clankrieger. Originaltitel: „Way of the Clans“ (1991)
  - Autor: Robert Thurston
  - Übersetzer: Reinhold H. Mai (1993)
- 14 Blutrecht. Originaltitel: „Bloodname“ (1991)
  - Autor: Robert Thurston
  - Übersetzer: Reinhold H. Mai (1993)
- 15 Falkenwacht. Originaltitel: „Falcon Guard“
  - Autor: Robert Thurston
  - Übersetzer: Reinhold H. Mai

### Einzelbände
- 16 Wolfsrudel. Originaltitel: „Wolf Pack“
  - Autor: Robert N. Charette
  - Übersetzer: Christian Jentzsch
- 17 Natürliche Auslese. Originaltitel: „Natural Selection“
  - Autor: Michael A. Stackpole
  - Übersetzer: Reinhold H. Mai
  - Handlungsrahmen: ab 3054
- 18 Das Antlitz des Krieges. Originaltitel: „Ideal War“ (1993)
  - Autor: Chris Kubasik
  - Übersetzer: Reinhold H. Mai (1994)
  - Handlungsrahmen: ab 3054
- 19 Stahlgladiatoren. Originaltitel: „Main Event“
  - Autor: James D. Long
  - Übersetzer: Reinhold H. Mai
  - Handlungsrahmen: ab 3054
- 20 Die Stunde der Helden. Originaltitel: „Blood of Heroes“
  - Autor: J. Andrew Keith
  - Übersetzer: Reinhold H. Mai
  - Handlungsrahmen: ab 3056
- 21 Kalkuliertes Risiko. Originaltitel: „Assumption of Risk“
  - Autor: Michael A. Stackpole
  - Übersetzer: Reinhold H. Mai
  - Handlungsrahmen: ab 3055
- 22 Fernes Land. Originaltitel: „Far Country“
  - Autor: Peter L. Rice
  - Übersetzer: Reinhold H. Mai
  - Handlungsrahmen: ab 3056
- 23 Black Thorn Blues. Originaltitel: „D.R.T.“ (1994) Anmerkung: D.R.T. steht für „Dead Right There“
  - Autor: James D. Long
  - Übersetzer: Christian Jesch (1994)
  - Handlungsrahmen: ab 3056
- 24 Auge um Auge. Originaltitel: „Close Quarters“
  - Autor: Victor Milán
  - Übersetzer: Oliver Hoffmann
  - Handlungsrahmen: ab 3056
- 25 Die Kriegerkaste. Originaltitel: „Bred for War“
  - Autor: Michael A. Stackpole
  - Übersetzer: Reinhold H. Mai
  - Handlungsrahmen: ab 3057
- 26 Ich bin Jadefalke. Originaltitel: „I am Jade Falcon“
  - Autor: Robert Thurston
  - Übersetzer: Reinhold H. Mai
  - Handlungsrahmen: ab 3057
- 27 Highlander Gambit. Originaltitel: „Highlander Gambit“ (1995)
  - Autor: Blaine Lee Pardoe
  - Übersetzer: Reinhold H. Mai (1996)
  - Handlungsrahmen: ab 3057
- 28 Ritter ohne Furcht und Tadel. Originaltitel: „Star Lord“
  - Autor: Donald G. Phillips
  - Übersetzer: Reinhold H. Mai
- 29 Pflichtübung. Originaltitel: „Tactics of Duty“
  - Autor: William H. Keith Jr.
  - Übersetzer: Reinhold H. Mai
  - Handlungsrahmen: ab 3057
- 30 Abgefeimte Pläne. Originaltitel: „Malicious Intent“
  - Autor: Michael A. Stackpole
  - Übersetzer: Reinhold H. Mai
- 31 Im Herzen des Chaos. Originaltitel: „Hearts of Chaos“
  - Autor: Victor Milán
  - Übersetzer: Oliver Hoffmann
- 32 Operation Excalibur. Originaltitel: „Operation Excalibur“
  - Autor: William H. Keith Jr.
  - Übersetzer: Reinhold H. Mai
- 33 Der schwarze Drache. Originaltitel: „Black Dragon“
  - Autor: Victor Milán
  - Übersetzer: Oliver Hoffmann
- 34 Der Vater der Dinge. Originaltitel: „Impetus of War“
  - Autor: Blaine Lee Pardoe
  - Übersetzer: Reinhold H. Mai
- 35 Höhenflug. Originaltitel: „No Limits“
  - Autor: Nigel Findley
  - Übersetzer: Reinhold H. Mai
  - Anmerkung: Ist in den USA (im ROC-Verlag) außerhalb der Battletech-Reihe erschienen.
- 36 Blindpartie. Originaltitel: „Double-Blind“
  - Autor: Loren L. Coleman
  - Übersetzer: Reinhold H. Mai
- 37 Loyal zu Liao. Originaltitel: „Binding Force“
  - Autor: Loren L. Coleman
  - Übersetzer: Reinhold H. Mai

### Twilight of the Clans
- 38 Exodus. Originaltitel: „Exodus Road“
  - Autor: Blaine Lee Pardoe
  - Übersetzer: Reinhold H. Mai
- 39 Heimatwelten. Originaltitel: „Grave Covenant“
  - Autor: Michael A. Stackpole
  - Übersetzer: Reinhold H. Mai
- 40 Die Jäger. Originaltitel: „The Hunters“
  - Autor: Thomas S. Gressman und Robert Thurston
  - Übersetzer: Reinhold H. Mai
- 41 Freigeburt. Originaltitel: „Freebirth“
  - Autor: Robert Thurston
  - Übersetzer: Reinhold H. Mai
- 42 Feuer und Schwert. Originaltitel: „Sword and Fire“
  - Autor: Thomas S. Gressman
  - Übersetzer: Reinhold H. Mai
- 42a Schatten der Vernichtung. Originaltitel: „Shadows of War“
  - Autor: Thomas S. Gressman
  - Übersetzer: Reinhold H. Mai
- 43 Der Kriegerprinz. Originaltitel: „Prince of Havoc“
  - Autor: Michael A. Stackpole
  - Übersetzer: Reinhold H. Mai
- 44 Falke im Aufwind. Originaltitel: „Falcon Rising“
  - Autor: Robert Thurston
  - Übersetzer: Reinhold H. Mai

### Cappellanische Lösung
- 45 Gefährlicher Ehrgeiz. Originaltitel: „Threads of Ambition“
  - Autor: Loren L. Coleman
  - Übersetzer: Reinhold H. Mai
- 46 Die Natur des Kriegers. Originaltitel: „The Killing Fields“
  - Autor: Loren L. Coleman
  - Übersetzer: Reinhold H. Mai
- 47 Die Spitze des Dolches. Originaltitel: „Dagger Point“
  - Autor: Thomas S. Gressman
  - Übersetzer: Reinhold H. Mai
- 48 Trügerische Siege. Originaltitel: „Illusions of Victory“
  - Autor: Loren L. Coleman
  - Übersetzer: Reinhold H. Mai
- 49 Gezeiten der Macht. Originaltitel: „Patriots and Tyrants“
  - Autor: Loren L. Coleman
  - Übersetzer: Reinhold H. Mai
- 50 MechWarrior Sammelband. Originaltitel: „Ghost of Winter“; „Roar of Honor“; „By Blood Betrayed“
  - Autoren: Stephen Kenson; Blaine Lee Pardoe; Blaine Lee Pardoe und Mel Odom
  - Übersetzer: Reinhold H. Mai
  - Anmerkung: In diesem Band sind die vorher beim Phoenix-Verlag erschienenen Mechwarrior-Romane:
  - „Väterchen Frost“ (Stephen Kenson), „Triumphgebüll“ (Blaine Lee Pardoe) und „Blutsverrat“ (Blaine Lee Pardoe, Mel Odom) zusammengefasst.
- 51 Die erste Bürgerpflicht. Originaltitel: „Measure of a Hero“
  - Autor: Blaine Lee Pardoe
  - Übersetzer: Reinhold H. Mai
- 52 Phoenix.
  - Autor: Peter Heid
  - Anmerkung: Deutschsprachiger Autor. Dieser Roman ist bisher nur in der deutschen Battletech-Reihe erschienen.
- 53 Der Weg des Ruhms. Originaltitel: „Path of Glory“
  - Autor: Randall N. Bills
  - Übersetzer: Reinhold H. Mai
- 54 Flammen der Revolte. Originaltitel: „Flashpoint“
  - Autor: Loren L. Coleman
  - Übersetzer: Reinhold H. Mai
- 55 Mein ist die Rache. Originaltitel: „Test of Vengeance“
  - Autor: Bryan Nystul
  - Übersetzer: Reinhold H. Mai
- 56 In die Pflicht genommen. Originaltitel: „Call of Duty“
  - Autor: Blaine Lee Pardoe
  - Übersetzer: Reinhold H. Mai
- 57 Ein guter Tag zum Sterben. Originaltitel: „The Dying Time“
  - Autor: Thomas S. Gressman
  - Übersetzer: Reinhold H. Mai
- 58 Drohendes Verhängnis. Originaltitel: „Imminent Crisis“
  - Autor: Randall N. Bills
  - Übersetzer: Reinhold H. Mai
- 59 Stürme des Schicksals. Originaltitel: „Storms of Fate“
  - Autor: Loren L. Coleman
  - Übersetzer: Reinhold H. Mai
- 60 Operation Risiko. Originaltitel: „Operation Audacity“
  - Autor: Blaine Lee Pardoe
  - Übersetzer: Reinhold H. Mai
- 61 Finale. Originaltitel: „Endgame“
  - Autor: Loren L. Coleman
  - Übersetzer: Reinhold H. Mai

### Titel der MechWarrior-Buchreihe
Die Handlungen der MechWarrior-Romane verlaufen in dem gleichen Zeitrahmen wie die Bücher der Battletech-Reihe. Diese Bücher sollten dabei nicht mit den MechWarrior: Dark Age-Romanen verwechselt werden.
Die Bücher der Mechwarrior-Reihe wurden in Deutschland durch den Phoenix-Verlag verlegt, der ein Bestandteil des deutschen Lizenznehmers von Battletech, FanPro Deutschland, war.
Die ersten fünf Bücher wurden jedoch zuerst vom Heyne-Verlag vertrieben und in der Classic Battletech-Serie eingeordnet. Lediglich das neuste Werk wurde nicht mehr integriert.
Die Motivation, die Bücher herauszugeben, lag darin, besonders auch die Spieler der MechWarrior-Computerspiele anzusprechen. So entsprach das Logo auf den Büchern dem Schriftzug auf den gleichnamigen Computerspielen und die Handlungen der Bücher fokussierten sich weniger auf interstellare Geschehnisse und viele bekannte Charaktere, sondern klar umrissen auf einen jungen, unbekannten Charakter (einen MechKrieger), der in globale Handlungen verstrickt wurde.
- Väterchen Frost
  - Originaltitel: „Ghost of Winter“
  - Autor: Stephen Kenson
  - Übersetzer: Reinhold H. Mai
- Triumphgebrüll
  - Originaltitel: „Roar of Honor“
  - Autor: Blaine Lee Pardoe
  - Übersetzer: Reinhold H. Mai
- Blutsverrat
  - Originaltitel: „By Blood Betrayed“
  - Autoren: Blaine Lee Pardoe, Mel Odom
  - Übersetzer: Reinhold H. Mai
- Ein guter Tag zum Sterben
  - Originaltitel: „The Dying Time“
  - Autor: Thomas S. Gressman
  - Übersetzer: Reinhold H. Mai
- Drohendes Verhängnis
  - Originaltitel: „Imminent Crisis“
  - Autor: Randall N. Bills
  - Übersetzer: Reinhold H. Mai
- Feuertaufe
  - Originaltitel: „Initiation to War“
  - Autoren: Robert N. Charrette
  - Übersetzer: Reinhold H. Mai

### Titel der Classic-BattleTech-Buchreihe
Nach der Aufteilung des Battletech-Universums in die Zeitschienen des Classic Battletech (betreut durch den Lizenznehmer FanPro LLC und FanPro Deutschland) und MechWarrior: Dark Age (kreiert und vertrieben durch WizKids) sind für die Classic BattleTech Fans weitere Bücher in der Reihe „Classic BattleTech“ erschienen. Diese wurden vom hauseigenen Verlag der Firma FanPro Deutschland herausgegeben und sind bisher auch nur auf Deutsch erhältlich. Daneben werden auch die BattleTech-Originalromane, die damals vom Heyne-Verlag veröffentlicht wurden, neu aufgelegt. Seit Oktober 2011 erscheinen neue, originär deutsche Romane zu BattleTech aus verschiedenen Zeitschienen bei Ulisses Spiele.

#### Neuerscheinungen
- 01 Wahnsinn und Methode
  - Autor: Michael Diel
  - Anmerkung: Deutscher Autor. Bisher nur auf Deutsch erhältlich.
- 02 Clangründer: Abkehr
  - Autor: Randall Bills
  - Anmerkung: Erster Roman der Clangründer-Trilogie. Bisher nur auf Deutsch erhältlich.
- 04 Über dem Gesetz
  - Autor: Michael Diel
  - Anmerkung: Deutscher Autor. Bisher nur auf Deutsch erhältlich.
- 05 Clangründer: Traum
  - Autor: Randall Bills
  - Anmerkung: Zweiter Roman der Clangründer-Trilogie. Bisher nur auf Deutsch erhältlich.
- 06 Die Albatross-Akte
  - Autor: Reinhold H. Mai
  - Anmerkung: Deutscher Autor. Bisher nur auf Deutsch erhältlich.
- 10 Früchte voll Bitterkeit
  - Autoren: Hermann Ritter, Erik Schreiber
  - Anmerkung: Deutsche Autoren. Bisher nur auf Deutsch erhältlich.
- 11 Katze unter Bären
  - Autor: Arous Brocken
  - Anmerkung: Erster Roman des Bear-Zyklus. Bisher nur auf Deutsch erhältlich.
- 12 Clanwächter
  - Autor: Arous Brocken
  - Anmerkung: Zweiter Roman des Bear-Zyklus. Bisher nur auf Deutsch erhältlich.
- 13 In Ungnade
  - Autor: Chris Hartford
- 14 Mission Kiamba
  - Autor: Arous Brocken
  - Anmerkung: Dritter Roman des Bear-Zyklus. Bisher nur auf Deutsch erhältlich.
- 15 Schattenkrieg 1: En Passant
  - Autor: Michael Diel
  - Anmerkung: Deutscher Autor.
- 16 Duo Infernale
  - Autorin: Carolina Möbis-Behrends
  - Anmerkung: Deutsche Autorin.
- 17 Karma
  - Autor: Bernard Craw
  - Anmerkung: Deutscher Autor.
- 18 Royal Flush
  - Autorin: Carolina Möbis-Behrends
  - Anmerkung: Deutsche Autorin.
- 19 Wiege der Basilisken
  - Autor: Reinhold H. Mai
  - Anmerkung: Deutscher Autor. Erschienen 2011.
- 20 Andurien-Kriege 1. Präludium
  - Autor: Bernard Craw
  - Anmerkung: Auf den bis Band 19 erschienenen Büchern stand auf dem Cover oben immer "BattleTech", bei Band 20 steht darunter nun noch der Zusatz "Nachfolgekriege".
- 21 Andurien-Kriege 2. Zorn
  - mittlerweile im Handel (Anmerkung: die bei Amazon im Titel stehende Nr. 19 als laufende Nummer ist nicht korrekt, da 'Andurien-Kriege 1. Präludium' schon Nummer 20 ist.)
- 22 Erster Kontrakt
  - Autor: Arous Brocken
  - Anmerkung: Vierter Roman des Bear-Zyklus.
- 23 Sturm auf Arc-Royal
  - Autor: Stefan Burban
- 24 Waffengefährten
  - Autor: Arous Brocken
  - Anmerkung: Fünfter Roman des Bear-Zyklus.
- 25 Andurien-Kriege 3. Gier
  - Autor: Bernard Craw
- 26 Riskante Ziele
  - Autor: Arous Brocken
  - Anmerkung: Sechster Roman des Bear-Zyklus.
- 27 Gejagt
  - Autor: Daniel Isberner
  - Anmerkung: Der gesamte Silent-Reapers-Zyklus.
- 28 Die Kanonen von Thunder Rock
  - Autor: Bernd Perplies
  - Anmerkung: Wie auch schon die Bücher der Buchreihe 'Andurien-Kriege', steht auch dieser Band unter dem Zusatz "Nachfolgekriege".
- 29 Adel vernichtet 1 – Der Erbe
  - Autor: Jochen Hahn, Karsten Kaeb
- 30 Adel vernichtet 2 – Kalkuliertes Chaos
  - Autor: Jochen Hahn, Karsten Kaeb
- 31 Im Schatten der Bestie
  - Autor: Ingo Eikens
- 32 Griskan Orlov 1 – Soldat und Spion
  - Autor: Arous Brocken
- 33 Blutige Jagd
  - Autor: Stefan Burban
- 34 Griskan Orlov 2 – Sklave und Söldner
  - Autor: Arous Brocken
- 35 Griskan Orlov 3 – Verräter und Verteidiger
  - Autor: Arous Brocken
- Clangründer: Bande
  - Autor: Randall Bills
  - Anmerkung: Dritter Roman der Clangründer-Trilogie. Wann und ob der Roman überhaupt erscheint, ist unsicher.
- Shadows of Faith
  - Autor: Loren Coleman[1]
  - Anmerkung: Erschien bereits als elektronische, käufliche Version auf der BattleCorps-Website, erster Roman der englischsprachigen Classic BattleTech Schiene

#### Neuauflagen von Originalromanen
- 03 Das Schwert und der Dolch
  - Originaltitel: „The Sword and the Dagger“
  - Autor: Ardath Mayhar
  - Übersetzer: Reinhold H. Mai
  - Anmerkung: Neuauflage des vierten Bandes der BattleTech-Buchreihe.
- 07 En Garde
  - Originaltitel: „Warrior: En Garde“
  - Autor: Michael A. Stackpole
  - Übersetzer: Reinhold H. Mai
  - Anmerkung: Neuauflage des fünften Bandes der BattleTech-Buchreihe. Erster Roman der Warrior-Trilogie.
- 08 Riposte
  - Originaltitel: „Warrior: Riposte“
  - Autor: Michael A. Stackpole
  - Übersetzer: Reinhold H. Mai
  - Anmerkung: Neuauflage des sechsten Bandes der BattleTech-Buchreihe. Zweiter Roman der Warrior-Trilogie.
- 09 Coupé
  - Originaltitel: „Warrior: Coupé“
  - Autor: Michael A. Stackpole
  - Übersetzer: Reinhold H. Mai
  - Anmerkung: Neuauflage des siebten Bandes der BattleTech-Buchreihe. Dritter Roman der Warrior-Trilogie.

### Titel der Buchreihe Mechwarrior: Dark Age
Die Geschichte der Inneren Sphäre wird in Mechwarrior: Dark Age weiter fortgeführt, allerdings besteht zwischen dem letzten BattleTech-Roman Finale und dem ersten Dark Age-Roman Geisterkrieg eine Zeitlücke von etwa 80 Jahren. In diesem Zeitraum ist ein weiterer großer Staat entstanden, die Republik der Sphäre, die sich aus terranahen Gebieten der fünf Nachfolgestaaten zusammensetzt.
Im englischsprachigen Original werden die Dark Age-Romane von Wizkids publiziert. Ihre deutschen Übersetzungen werden vom Heyne-Verlag vertrieben, der auch schon die ursprünglichen BattleTech-Romane im Sortiment hatte. Heyne hat die Serie mittlerweile allerdings eingestellt, wahrscheinlich aufgrund der niedrigen Verkaufszahlen. FanPro hätte die Serie zwar gerne weitergeführt, jedoch kam es mit dem Lizenznehmer zu keiner Vereinbarung. Die Romanserie wird seit Oktober 2011 in Deutschland durch Ulisses Spiele fortgesetzt.
- 01 Geisterkrieg
  - Originaltitel: „Ghost War“
  - Autor: Michael A. Stackpole
  - Übersetzer: Reinhold H. Mai
- 02 Der Kampf beginnt
  - Originaltitel: „A Call to Arms“
  - Autor: Loren L. Coleman
  - Übersetzer: Reinhold H. Mai
- 03 Ruinen der Macht
  - Originaltitel: „The Ruins of Power“
  - Autor: Robert E. Vardeman
  - Übersetzer: Reinhold H. Mai
- 04 Der Himmel schweigt
  - Originaltitel: „A Silence in the Heavens“
  - Autor: Martin DelRio
  - Übersetzer: Reinhold H. Mai
- 05 Schatten der Wahrheit
  - Originaltitel: „Truth and Shadows“
  - Autor: Martin DelRio
  - Übersetzer: Reinhold H. Mai
- 06 Den Toten dienen
  - Originaltitel: „Service for the Dead“
  - Autor: Martin DelRio
  - Übersetzer: Reinhold H. Mai
- 07 Gezeiten des Krieges
  - Originaltitel: „By Temptations and by War“
  - Autor: Loren Coleman
  - Übersetzer: Reinhold H. Mai
- 08 Festung der Lügen
  - Originaltitel: „Fortress of Lies“
  - Autor: J. St. York
  - Übersetzer: Reinhold H. Mai
- 09 Soldatenehre
  - Originaltitel: „Patriot’s Stand“
  - Autor: Mike Moscoe
  - Übersetzer: Reinhold H. Mai
- 10 Der Flug des Falken
  - Originaltitel: „Flight of the Falcon“
  - Autor: Viktor Milan
  - Übersetzer: Reinhold H. Mai
- 11 Bis zum letzten Mann
  - Originaltitel: „Blood of the Isle“
  - Autor: Loren Coleman
  - Übersetzer: Reinhold H. Mai
- 12 Zeit der Jäger
  - Originaltitel: „Hunters of the Deep“
  - Autor: Randall N. Bills
  - Übersetzer: Reinhold H. Mai
- 13 Der Stachel des Skorpions
  - Originaltitel: „The Scorpion Jar“
  - Autor: Jason Hardy
  - Übersetzer: Reinhold H. Mai
- 14 Gefährliche Ziele
  - Originaltitel: „Target of Opportunity“
  - Autor: Blaine Lee Pardoe
  - Übersetzer: Reinhold H. Mai
- 15 Schwert des Aufruhrs
  - Originaltitel: „Sword of Sedition“
  - Autor: Loren Coleman
  - Übersetzer: Reinhold H. Mai
- 16 Tochter des Drachen
  - Originaltitel: „Daughter of the Dragon“
  - Autor: Ilsa J. Bick
  - Übersetzer: Reinhold H. Mai
- 17 Die Zweifel des Ketzers
  - Originaltitel: „Heretic’s Faith“
  - Autor: Randall N. Bills
- 18 Festung Republik
  - Originaltitel "Fortress Republic"
  - Autor: Loren L. Coleman
- 19 Blut-Avatar
  - Originaltitel "Blood Avatar"
  - Autor: Ilsa J. Bick
- 20 Chaostest
  - Originaltitel "Trial By Chaos"
  - Autor: J. Steven York
- 21 Prinzip der Verwüstung
  - Originaltitel "Principles of Desolation"
  - Autor: Jason M. Hardy

#### Englische Titel der MW:DA-Buchreihe
Die folgenden Titel sind noch nicht in deutscher Sprache erhältlich.
- 22 Wolf Hunters
  - Autor: Kevin Killiany
- 23 Surrender Your Dreams
  - Autor: Blaine Lee Pardoe
- 24 Dragon Rising
  - Autor: Ilsa J. Bick
- 25 Masters of War
  - Autor: Michael A. Stackpole
- 26 A Rending of Falcons
  - Autor: Victor Milan
- 27 Pandora’s Gambit
  - Autor: Randall N. Bills
- 28 Fire at Will
  - Autor: Blaine Lee Pardoe
- 29 The Last Charge
  - Autor: J. Steven York
- 30 To Ride the Chimera
  - Autor: Kevin Killiany

### Weitere veröffentlichte Bücher (keine Spielmaterialien)
- Schrapnell
  - Originaltitel: „Shrapnel“
  - Herausgeber: Michael Immig
  - Autoren/Erzählungen:
    - Ken St. Andre
      - „Mechkrieger altern nicht“ / „Old Mechwarriors never …“ übersetzt durch A. Lucke

    - Tara Gallagher, James Lanigan
      - „Schwarze Katze von Links“ / „Black Cats Cross Your Path“ übersetzt durch A. Lucke

    - William H. Keith jr.
      - „Blutiger Tanz“ / „Dance of Vengeance“ übersetzt durch A. Lucke
      - „Legion Team“ / „Legion Team“ übersetzt durch R. Schulze
      - „Worin besteht die Ehre?“ / „Where Lies the Honour?“ übersetzt durch R. Schulze

    - Bear Peters
      - „Die letzte Prüfung“ / „The Last Exam“ übersetzt durch F. Marufke
      - „Wer zuletzt lacht, lacht am besten“ / „The Race is not to the Swift“ übersetzt durch M. Hirdes

    - Michael A. Stackpole
      - „Das Judasmanöver“ / „Judas Blind“ übersetzt durch M. Hirdes

    - Elizabeth T. Danforth, Michael A. Stackpole
      - „Berichterstattung“ / „Dispatch“ übersetzt durch R. Schulze

    - Susan Putney
      - „Denk wie ein Liao“ / „Think like a Liao“ übersetzt durch A. Lucke

    - Mark O’Green
      - „Angeschmiert“ / „Painting the Town“ übersetzt durch M. Hirdes
      - „Und dann war da noch … “ / „And then there was a Time …“ übersetzt durch A. Lucke

  - Verlag: Phoenix (FanPro Deutschland)
- Battletech – Die Welt des 31. Jahrhunderts
  - Autoren: Reinhold H. Mai, Christoph Nick
  - Anmerkung: Deutsche Autoren. Bisher nur auf Deutsch erschienen. Beschäftigt sich mit der Zusammenfassung der Ereignisse rund um das Battletech-Universum bis in das Spieljahr 3060 und allgemein dem Phänomen BattleTech.
  - Verlag: Heyne